# Chanur Saga
De Chanur Saga is een serie van vijf sciencefictionromans van de hand van C.J. Cherryh. Deze zijn eventueel ook te klasseren als space opera.

## Fictionele wereld
De verhalen spelen zich af in een politieke wereld waar er een onrustig verbond (Compact) is tussen zes of zeven buitenaardse intelligente soorten, die allemaal heel verschillend zijn. Vier van deze soorten ademen zuurstof, de andere twee, of drie, ademen methaan. Waar beide groepen dezelfde ruimtestations bezoeken zijn er twee gescheiden ruimtes met de respectieve atmosferen.

### Zuurstof-ademend
Hanieen kennelijk op leeuwen geïnspireerde soort, met een goudgele of oranjegele vacht, inclusief manen, maar met grote beweegbare oren. Een hani-huishouden heeft één dominante man plus veel vrouwen die al het werk doen. De hani bewonen eigenlijk maar één planeet, en zijn geneigd tot isolationisme, waarbij elk huishouden (clan) grotendeels onafhankelijk is. Toch hebben ze een aantal ruimteschepen (bemand door vrouwen) waarmee ze handel drijven.
Mahendo'sateen kennelijk op honden geïnspireerde soort, die erg nieuwsgierig is en politiek bewust. De mahendo'sat hebben een rijk met diverse planeten, met leiders die steun genieten zolang het goed gaat. De mahendo'sat proberen de vrede in het Compact te handhaven door de andere soorten tegen elkaar uit te spelen. Zij hebben de hani ruimteschepen gegeven, in de hoop dat deze een politieke rol gaan spelen en gaan bijdragen aan een evenwicht.
Stshoeen fragiel-gebouwde soort (mogelijk deels, maar vagelijk geïnspireerd op vogels) die een hoge beschaving hebben, waarbij wit-tinten een grote rol spelen (desnoods pastel-kleuren). Ze hebben meerdere genders. Stsho zijn gewiekste handelaren, maar totale lafaards; bij een teveel aan stress veranderen ze van persoonlijkheid: nadat de nieuwe persoonlijkheid zichzelf gevonden heeft herstart deze de onderhandelingen van voren af aan. Hun rijk bestaat uit meerdere planeten, maar stsho staan alleen contact met andere soorten toe op één centraal gelegen ruimtestation (Meetpoint).
Kifeen op reptielen geïnspireerde soort zonder vacht. Kif zijn kleurenblind: alle vertegenwoordigers dragen daarom alleen zwarte kleren zodat ze zeker zijn er niet belachelijk uit te zien. Kif zijn gewetenloze opportunisten, agressief en machtsbelust. Hun rijk bestaat uit meerdere bewoonde planeten, waar telkens iemand anders de baas is.

### Methaan-ademend
Tc'azien er ruwweg uit als slangen, maar elk individu heeft vijf ogen en evenzoveel breinen, die min of meer parallel opereren. Niettemin kunnen de tc'a met alle andere soorten communiceren, zij het in zevenvoud, wat nogal wat onzekerheid met zich meebrengt.
Chikleine wezens, die lijken op een bundel gele stokken. Zij vergezellen de tc'a, waarbij onduidelijk blijft in welke hoedanigheid. Ook is onduidelijk in hoeverre zij intelligent zijn
Knnnenigszins spinachtige wezens, die alleen kunnen communiceren met de tc'a. Waren vroeger heel gevaarlijk, maar hebben het basisprincipe van handel geaccepteerd: als zij iets wegnemen geven ze ook iets terug (afwachten of het iets nuttigs is). Hun ruimteschepen zijn in staat tot onnavolgbare manoeuvres. Knnn bewonen planeten aan de buitengrens van het Compact.

### Technologie
Ruimteschepen bewegen zich van ruimtestation naar ruimtestation, maar kunnen niet op planeten landen. Met behulp van grote staartpanelen kunnen zij springen van ster naar ster, of naar een puntmassa die groot genoeg is. Dit gebeurt niet instantaan, maar kost aanmerkelijke tijd (meer in de buitenwereld dan de bemanning ervaart). 

### Inpasbaar
Deze fictionele wereld is inpasbaar in Cherryh's Alliance-Union wereld, maar is daarmee eerder compatibel dan dat ze er herkenbaar deel van uitmaakt.

## Titels
- The Pride of Chanur (1981)  (genomineerd voor de Hugo Award)
- Chanur's Venture (1984)
- The Kif Strike Back (1985)
- Chanur's Homecoming (1986)
- Chanur's Legacy (1992)

Het eerste en laatste deel staan op zichzelf, de middelste drie vormen één verhaal. De eerste drie romans zijn later gebundeld in The Chanur Saga (2000); de laatste twee in Chanur's Endgame (2007).
De boeken zijn uitgegeven door DAW Books.

## Algemene karakteristieken
Het verhaal wordt merendeels verteld vanuit één persoon, Pyanfar Chanur, kapitein van het schip The Pride of Chanur, behalve het vijfde boek waar deze rol overgenomen is door haar nicht Hilfy Chanur (tegen die tijd ook kapitein van een schip). Er is slechts in beperkte mate sprake van een verhaallijn; voor zover aanwezig start deze met de introductie van één mens (outsider). Veeleer is er een permanente crisis die òf bestaat uit gespannen (al dan niet gewapende) politieke interacties tussen of binnen de diverse soorten òf uit ruimtereizen van punt tot punt, waarbij de bemanning van het ruimteschip voortdurend de uitputting nabij is. Wel krijgen de respectieve hoofdpersonen gaande de serie een toenemend inzicht in hoe andere soorten in elkaar steken.
De charme van de serie bestaat uit de botsing van gezichtspunten tussen en binnen de diverse soorten, en met die van de ene vertegenwoordiger van het mensdom die van begin tot einde een intrigerende rol speelt.